# Epifyt
En epifyt er en plante, der ikke gror i jorden, men på andre planter, uden dog at være en snylter, der suger næring fra værtsplanten.
Et kendt eksempel er de epifytiske orkideer, der dyrkes som potteplanter.
Andre epifytter:
- Engelsød (Polypodium vulgare) – eneste karplante, der er kendt for at optræde som epifyt i Danmark
- Julekaktus
- Mosser
- Lav
- Mange alger
- Spansk mos (en frøplante)
- Tillandsia
- Flyverøn